# Marcellin Dobat
Marcellin Dobat est un joueur de football français né le 24 septembre 1935 à Fort-de-France. Il était gardien de but.
Il a effectué 31 matchs en Division 1 avec Lens.

## Clubs
- 1957-1964 :  RC Lens
- 1964-1966 :  Red Star